# 蔡玲
蔡玲（1964年12月—）女，安徽巢湖人，教授，中国民主建国会会员。

## 生平
蔡玲曾任中南财经政法大学世界经济专业教授、博士生导师，湖北省物价局副局长。后来出任民建中央委员、民建中央调研部副部长、民建湖北省委副主委。她是第十、十一、十二届全国政协委员。2018年2月24日，当选为第十三届全国人大代表。